# Chulalongkorn-Universität

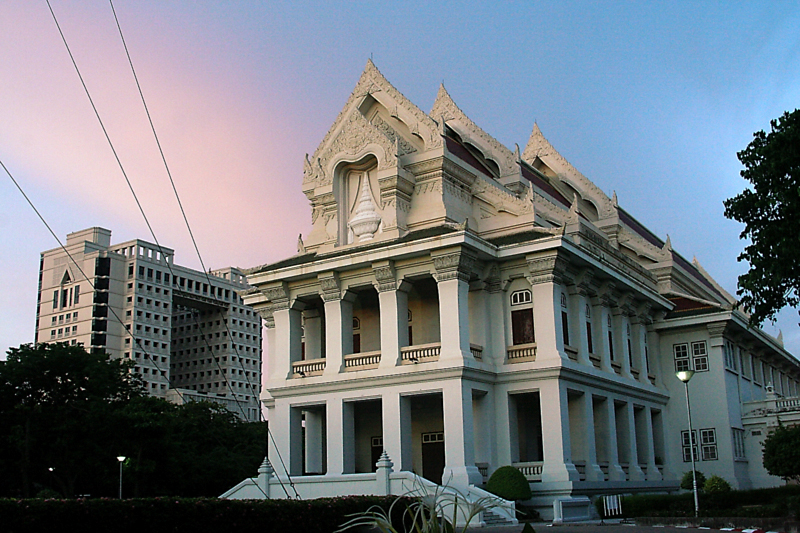
Großes Auditorium der CU

Die Chulalongkorn-Universität (thailändisch จุฬาลงกรณ์มหาวิทยาลัย, RTGS Chulalongkon Maha Witthayalai; umgangssprachlich nur „Chula“, thailändisch จุฬาฯ) in Bangkok ist die älteste und eine der renommiertesten Universitäten Thailands. Sie wurde am 26. März 1917 von König Vajiravudh (Rama VI.) gegründet und ist nach dessen Vater, König Chulalongkorn (Rama V.), benannt.

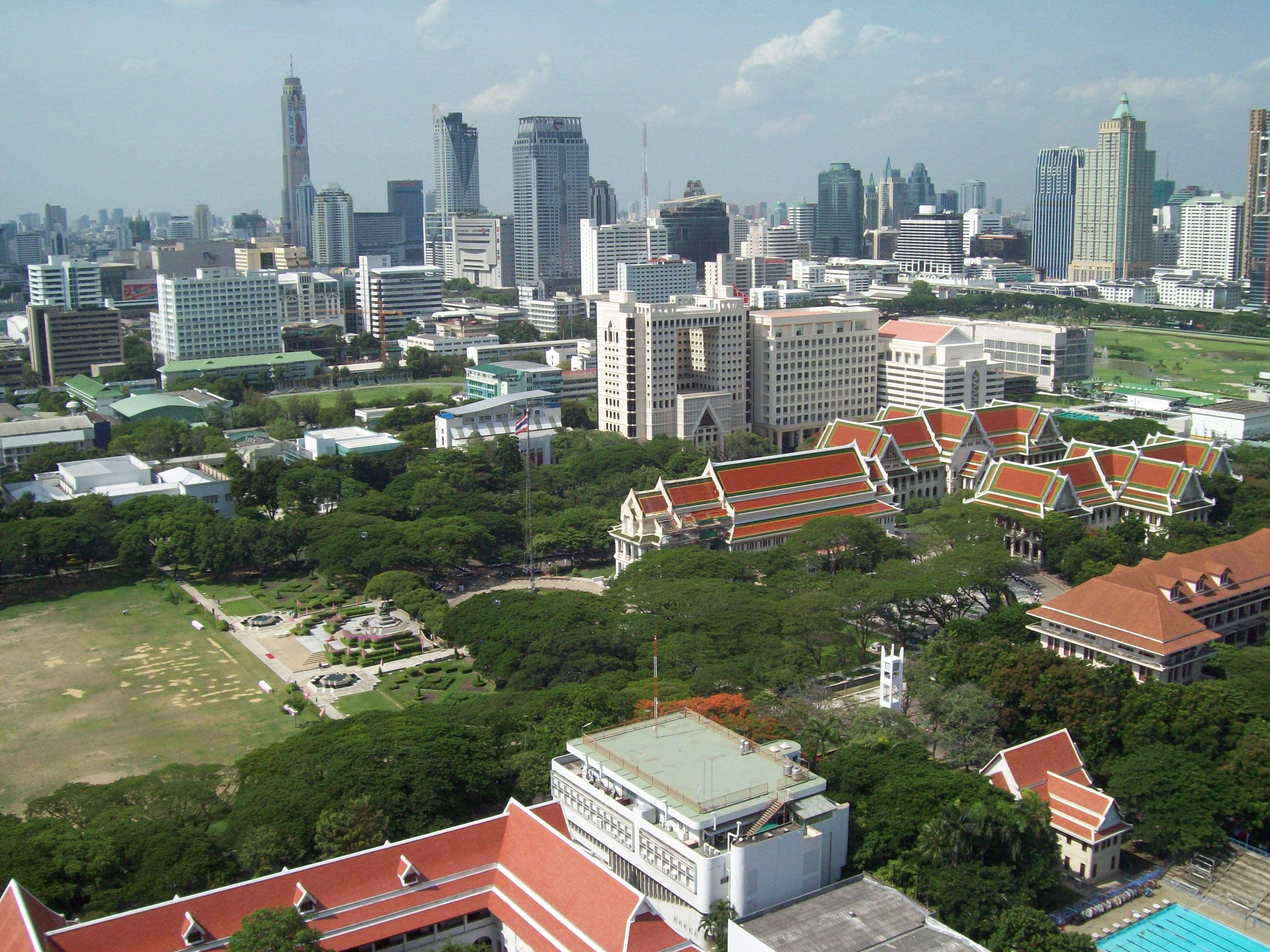
Blick über den Campus (im Vordergrund) aus der Vogelperspektive

Die Universität umfasst 42 wissenschaftliche Einrichtungen, im Jahr 2011 waren 39.006 Studenten eingeschrieben, davon 24.951 in Bachelor-Studiengängen, 10.881 in Master-Studiengängen und 2.510 in Promotions-Studiengängen. Im Jahr 2011 beschäftigte die Universität 8.066 Mitarbeiter.
Seit Beginn legt man sehr viel Wert auf die studentische Selbstverwaltung. 2003 lernten etwa 28.000 Studenten an der Universität, die Zahl der akademischen Mitarbeiter betrug knapp 3.000. Die Universität gilt als eine der besten im Land, aber auch international erlangte die „Chula“ Reputation. Präsident der Universität ist Bundhit Eua-arporn.
Die Chulalongkorn-Universität befindet sich in einer traditionellen Rivalität mit der anderen führenden Universität in Bangkok, der Thammasat-Universität. Jedes Jahr im Januar messen sich die beiden Akademien im Chula-Thammasat-Traditionsspiel, das im Suphachalasai-Stadion ausgetragen wird.
Die Universität ist Mitglied des Netzwerkes International Association of Universities und im ASEAN-Universitäts-Netzwerk.

## Geschichte
Die Gründung der Universität geht auf das Jahr 1871 zurück, damals wurde eine Schule in den Gebäuden der königlichen Pagen des Großen Palasts gegründet, im Jahr 1882 wurde die Schule von König Chulalongkorn weiterentwickelt und bekam den Namen Suan Kulap („Rosengarten“; siehe auch Suankularb-Wittayalai-Schule). 1902 wurde der Name der Schule unter Prinz Damrong Rajanubhab, dem jüngeren Bruder von König Chulalongkorn, in Königliche Pagenschule geändert. Die Schule sowie auch das Land entwickelte sich stetig weiter und König Vajiravudh sah es als wichtig an, neue Fächer zu schaffen und die Schule der Entwicklung des Landes, der Globalisierung und der wirtschaftlichen Entwicklung anzupassen. Es wurden Studiengänge für Recht, internationale Beziehungen und Medizin eingerichtet. Am 1. Januar 1911 erhob König Vajiravudh den Status der Schule zum ersten Institut für höhere Bildung in Thailand, im gleichen Zuge wurde die Königliche Pagenschule in Civil Service College of King Chulalongkorn umbenannt. Den Status einer Universität und den heutigen Namen bekam die Einrichtung am 26. März 1917.
Während des Zweiten Weltkriegs (in Südostasien 1941–1945) wurde der allgemeine Betrieb der Universität stark gestört, auch infolge einer großen Flut in Bangkok 1942 und der anschließenden Besetzung Bangkoks durch die Japaner, die einige der Gebäude in Beschlag nahmen.
Am 13. August 1954 wurde der erste Kooperationsvertrag mit einer westlichen Universität geschlossen, der University of Texas, USA. Heute bestehen eine Vielzahl von weltweiten Kontakten, auch nach Europa und Deutschland.
1961 wurde die Graduate School errichtet, in den folgenden Jahren wurde das Research Center und verschiedene Institute aufgebaut.

## Fakultäten
| Fakultäten (Stand 2012) | Fakultäten (Stand 2012) |
| --- | --- |
| - Architektur - Betriebswirtschaft - Bildung - Ingenieurwissenschaften - Medizin - Kommunikationswissenschaften - Krankenpflege - Kunst - Kunstgeschichte - Naturwissenschaften | - Pflegewissenschaft - Pharmazie - Politikwissenschaft - Psychologie - Rechtswissenschaften - Sportwissenschaft - Tiermedizin - Volkswirtschaft - Zahnmedizin |

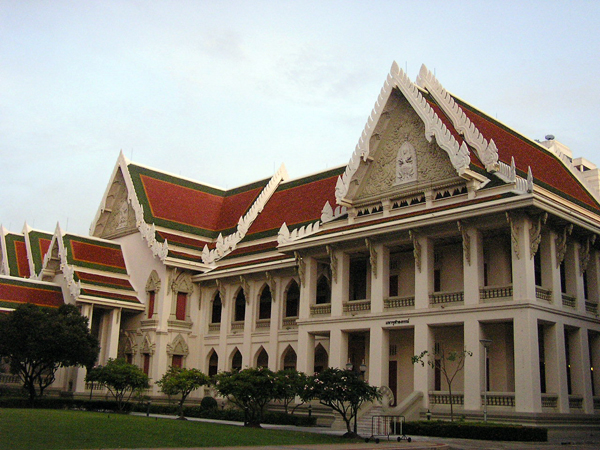
Maha-Chulalongkorn-Gebäude

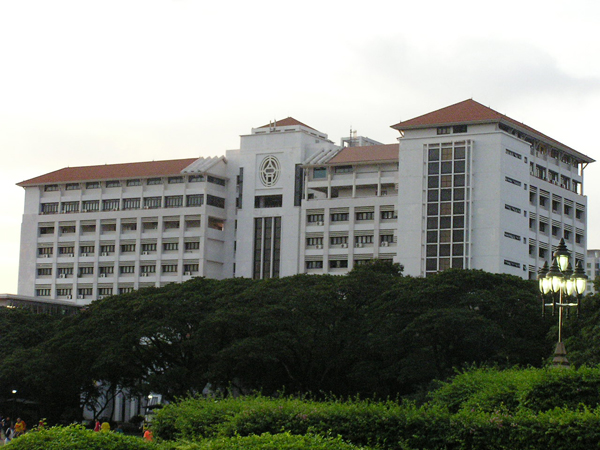
Fakultät für Architektur, Chulalongkorn-Universität

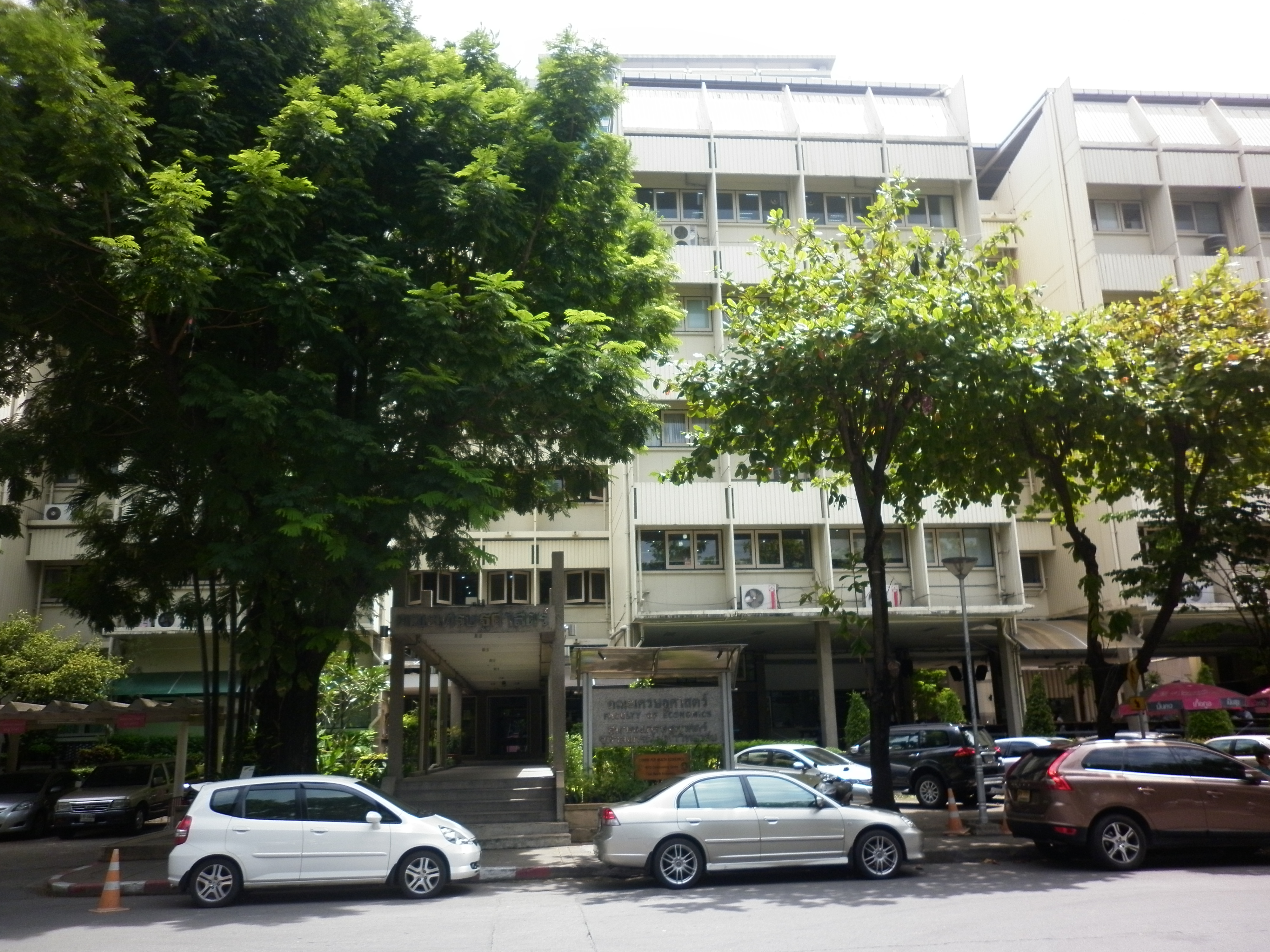
Fakultät für Volkswirtschaftslehre, Chulalongkorn-Universität

Auf dem Gelände der Universität befinden sich zahlreiche Gebäude aus verschiedenen architektonischen Epochen Thailands, das Museum für Bildgestaltung und das Chulalongkorn-Universitätsstadion.

## Internationale Partnerschaften
Die „Chula“ hat eine Vielzahl von internationalen Partnerschaften mit Universitäten und Instituten.
In Deutschland sind dies:
- RWTH Aachen
- Goethe-Universität Frankfurt
- Eberhard Karls Universität Tübingen
- EBS Universität für Wirtschaft und Recht
- Ludwig-Maximilians-Universität München
- Technische Universität Hamburg
- Hochschule Bremen
- Universität Mannheim
- Macromedia Hochschule für Medien und Kommunikation[11]
- Technische Universität Chemnitz[12]

Zudem gehört sie dem ASEAN-Universitäts-Netzwerk und der Association of Pacific Rim Universities an.

## (ehemalige) Dozenten
- Charles Elworthy, Gastprofessor am interdisziplinären Institut für Europäische Studien
- D. J. Enright, British-Council-Professor für englische Sprache
- Ercole Manfredi, Dozent an der Fakultät für Architektur
- Prinzessin Galyani Vadhana, Dozentin für französische Sprache, Literatur und Kultur
- Jacques Leider, Dozent für französische Sprache und Kultur
- Kotchakorn Voraakhom, Dozentin für Landschaftsdesign
- M.R. Kukrit Pramoj, Dozent für Bankwesen
- Prinz Mahidol Adulyadej, Dozent für Biologie und Geschichte
- Michael H. Nelson, Gastdozent an der politikwissenschaftlichen Fakultät
- Pasuk Phongpaichit, Professorin für Wirtschaftswissenschaften
- M.L. Pin Malakul, Dozent für Mathematik, Thai und Englisch, Leiter der Demonstrationsschule, Gründer der Vorbereitungsschule der Universität
- Sippanondha Ketudat, Professor für Physik
- M.R. Sukhumbhand Paribatra, Direktor des Instituts für Sicherheits- und Internationale Studien der Politikwissenschaftlichen Fakultät
- Thanin Kraivichien, Dozent für Rechtswissenschaft
- Thongtip Ratanarat, Dozentin für Chemietechnik
- Virachai Virameteekul, Dozent an der Fakultät für Handel und Rechnungswesen+
- Vitit Muntarbhorn, Professor für Rechtswissenschaften
- Prinz Wan Waithayakon, Professor an der Faculty of Arts
- Werner Clement, Lehrstuhlinhaber für Europastudien
- Wichit Wichitwathakan, Dozent für Geschichte und Jura
- Wissanu Krea-ngam, Professor für Rechtswissenschaft

## Bekannte Absolventen
- Prinz Subhadradis Diskul, Kunsthistoriker und Archäologe (1923–2003)
- Klaus Wenk, Thaiist (1927–2006)
- Jit Phumisak, Sprachwissenschaftler, Historiker, Autor (1930–1966)
- Khamsing Srinawk, Schriftsteller (* 1930)
- Samak Sundaravej, Politiker (1935–2009)
- Kasit Piromya, Diplomat und Politiker (* 1944)
- Thida Thavornseth, politische Aktivistin (* 1944)
- Wan Muhamad Noor Matha, Politiker (* 1944)
- Charupong Ruangsuwan, Politiker (* 1946)
- Somsak Kiatsuranont, Politiker (* 1954)
- Prinzessin Maha Chakri Sirindhorn (* 1955)
- Pailin Chuchottaworn, Manager (* 1956)
- Nongnuth Phetcharatana, Diplomatin (* 1957)
- Kittiratt Na-Ranong, Politiker (* 1958)
- Sudarat Keyuraphan, Politikerin (* 1961)
- Binlah Sonkalagiri, Schriftsteller (* 1965)
- Nualphan Lamsam, Managerin, Sportfunktionärin und Politikerin (* 1966)
- Virachai Virameteekul, Manager und Politiker (* 1967)
- Sayombhu Mukdeeprom, Kameramann (* 1970)
- Kalyar Platt, Ökologin und Naturschützerin (* 1972)
- Natthaweeranuch Thongmee, Schauspielerin und Model (* 1979)
- Kotchakorn Voraakhom, Landschaftsarchitektin (* 1981)
- Haruehun Airry, Fotograf (* 1986)
- Paetongtarn Shinawatra, Politikerin (* 1986)
- Prinzessin Sirivannavari Nariratana (* 1987)
- Suppasit Jongcheveevat, Schauspieler und Sänger (* 1991)
- Narikun Ketprapakorn, Schauspielerin (* 1997)
- Supanich Poolkerd, Leichtathletin (* 1997)
- Sutatta Udomsilp, Schauspielerin (* 1997)
- Naw Ei Ei Min, Politikwissenschaftlerin

## Ranking
| Ranking                | Ranking          |
| National Ranking       | National Ranking |
| ---------------------- | ---------------- |
| QS Asia (2016)         | 1                |
| QS World (2018)        | 1                |
| QS GER (2017)          | 1                |
| CWUR (2016)            | 1                |
| RUR (2017)             | 1                |
| CWTS (2016)            | 1                |
| THE World (2016)       | 2                |
| Nature Index (2016)    | 1                |
| UI Green Metric (2015) | 1                |
| Global                 |                  |
| QS Asia (2016)         | 45               |
| QS World (2018)        | 245              |
| QS GER (2017)          | 151-200          |
| CWUR (2016)            | 320              |
| RUR (2016)             | 398              |
| CWTS (2016)            | 432              |
| THE World (2016)       | 601 -800         |
| UI Green Metric (2015) | 30               |

In der QS World ranking von 2018 lag die Chulalongkorn-Universität auf Platz 245. der Welt (die erste in Thailand)
In der QS Asia ranking von 2016 lag die Chulalongkorn-Universität auf Platz 45. in Asien (die erste in Thailand)
In der QS Graduate Employability rankings von 2017 lag die Chulalongkorn-Universität auf Platz 151-200. der Welt (die erste in Thailand)
In der CWUR  von 2016 lag die Chulalongkorn-Universität auf Platz 320. der Welt (die erste in Thailand)
In der CWTS von 2016 lag die Chulalongkorn-Universität auf Platz 432 der Welt (die erste in Thailand).